# 8683 Sjölander
8683 Sjölander è un asteroide della fascia principale. Scoperto nel 1992, presenta un'orbita caratterizzata da un semiasse maggiore pari a 3,2072031 UA e da un'eccentricità di 0,1550649, inclinata di 8,08954° rispetto all'eclittica.